# Компенсаційне мито
Компенсац́ійне ми́то — особливий вид мита, що справляється у разі ввезення на митну територію України товару, що є об'єктом застосування компенсаційних заходів.
Компенсаційне мито виступає різновидністю митного збору, що характеризується підвищеним розміром і покликаний поставити у рівні умови внутрішні та імпортні товари шляхом компенсації різниці в цінах. Цей вид мита є однією з форм захисту внутрішнього ринку за допомогою протекціонізму і підтримки вітчизняного товаровиробника.
Відповідно до Закону України «Про захист національного товаровиробника від субсидованого імпорту» компенсаційне мито застосовується:
- у разі ввезення на митну територію України товарів, які є об'єктом субсидованого імпорту, яке заподіює шкоду національному товаровиробнику;
- у разі вивезення за межі митної території України товарів, для виробництва, переробки, продажу, транспортування, експорту або споживання яких безпосередньо або опосередковано надавалася субсидія, якщо таке вивезення заподіює шкоду.[2]

Попереднє або остаточне компенсаційне мито справляється за ставкою і на умовах, установлених у відповідному рішенні Комісії про застосування компенсаційних заходів. Зазначене мито сплачується незалежно від сплати інших податків і зборів, у тому числі мита, митних зборів тощо, які, як правило, справляються при ввезенні на митну територію України певних товарів.
Щодо імпорту товару одним постачальником не можуть одночасно застосовуватися компенсаційне та антидемпінгове мито.